# أنطوانيت فانك
أنطوانيت فانك (بالإنجليزية: Antoinette Funk)‏ هي سفرجات ومحامية أمريكية، ولدت في 30 مايو 1873 في دوايت في الولايات المتحدة، وتوفيت في 26 مارس 1942 في سان دييغو في الولايات المتحدة.